# Barbara Fischer (Germanistin)
Karin Barbara Fischer (* 11. Mai 1963; † 24. Mai 2010 in Tuscaloosa, Alabama) war eine deutsche Germanistin.

## Leben
Barbara Fischer kam als Tochter von Lothar Fischer, dem langjährigen Leiter der Weidener Berufsschule, zur Welt. Sie legte 1981 am Augustinus-Gymnasium in Weiden i.d.OPf. ihr Abitur ab und studierte Germanistik, Anglistik und Allgemeine Literaturwissenschaft in Regensburg und San Diego (Kalifornien). 
Ab Ende der 1990er-Jahre war sie Hochschuldozentin für German Studies an der University of Alabama.
Am Pfingstmontag 2010 kam sie bei einem Verkehrsunfall ums Leben, als ein Motorradfahrer auf die Gegenfahrbahn geriet und dort frontal mit ihrem Wagen kollidierte.
Sie war verheiratet und hatte zwei Kinder.

## Schriften
- Nathans Ende? Von Lessing bis Tabori: Zur deutsch-jüdischen Rezeption von „Nathan der Weise“ – Göttingen: Wallstein, 2000.